# 530'erne f.Kr.
Århundreder: 7. århundrede f.Kr. – 6. århundrede f.Kr. – 5. århundrede f.Kr.
Årtier: 580'erne f.Kr. 570'erne f.Kr. 560'erne f.Kr. 550'erne f.Kr. 540'erne f.Kr. – 530'erne f.Kr. – 520'erne f.Kr. 510'erne f.Kr. 500'erne f.Kr. 490'erne f.Kr. 480'erne f.Kr.
År: 539 f.Kr. 538 f.Kr. 537 f.Kr. 536 f.Kr. 535 f.Kr. 534 f.Kr. 533 f.Kr. 532 f.Kr. 531 f.Kr. 530 f.Kr.